# 盧卡斯·克倫特
盧卡斯·克倫特（德語：Lukas Klünter，1996年5月26日—）是德國的一位足球運動員。他現在效力於德國足球甲級聯賽球隊柏林赫塔，在場上的位置是中場或後衛。他也代表德國U21國家隊參賽並參加了2017年歐洲U21足球錦標賽。